# Erlingr Skjálgsson

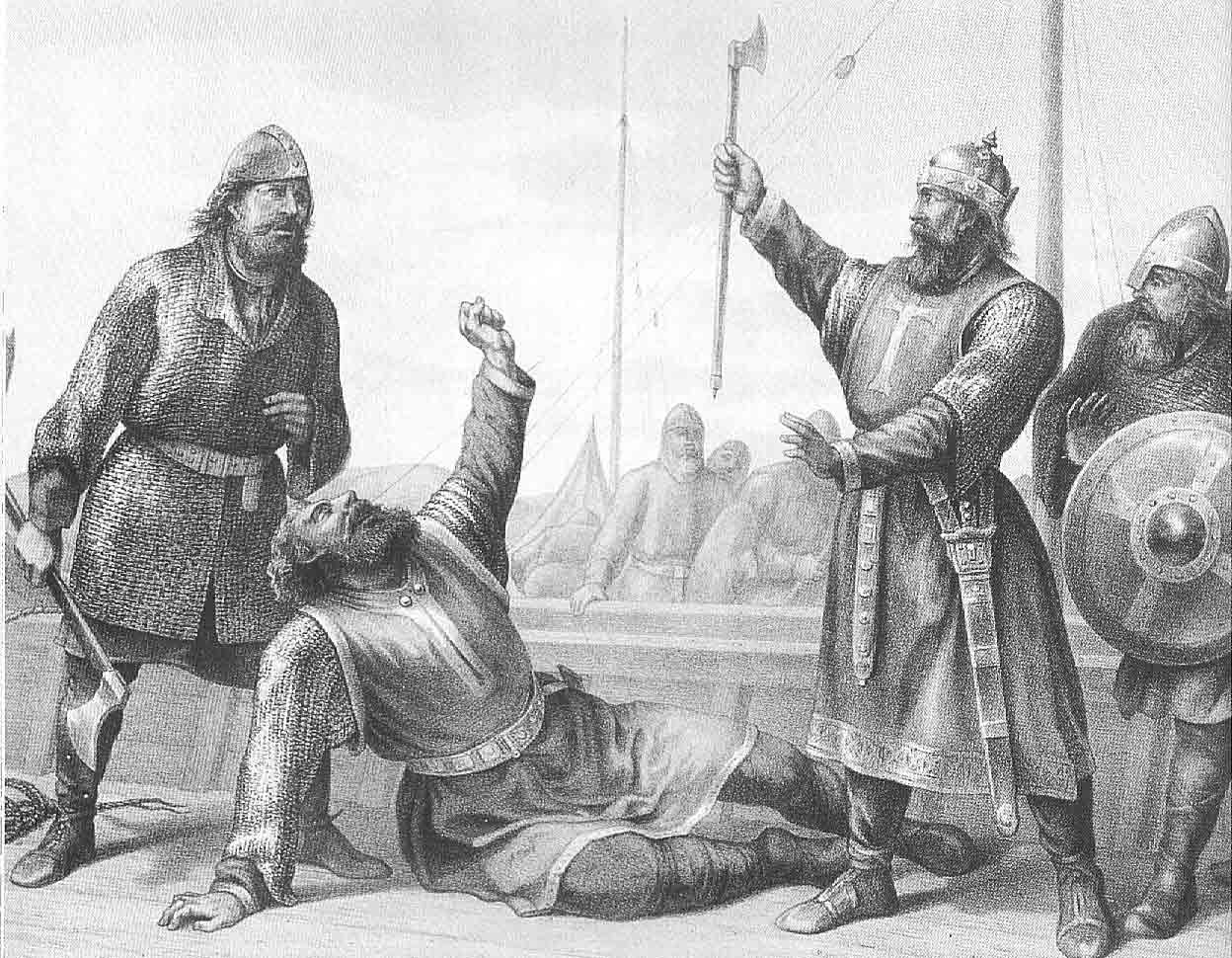
Erlingr Skjálgssons Tod
Gemälde von Peter Nicolai Arbo

Erlingr Skjálgsson (norwegisch Erling Skjalgsson; * ca. 975; † 21. Dezember 1028 in Bokn) war ein Herrscher in Sola im Südwesten Norwegens und damals einer der mächtigsten Männer Norwegens. Er war der Schwager von Olav Tryggvason und zuerst ein Verbündeter von Olav dem Heiligen. 1027 kam es jedoch zum offenen Bruch zwischen ihm und Olav II. Erlingr wurde in der Schlacht im Boknfjord gegen Olav ermordet.

## Leben
Über Erlings Herkunft ist nur wenig bekannt. Sein Vater wurde Þórólfr skjálgr ('skjálgr' bedeutet 'schielend') genannt, der Name der Mutter ist unbekannt. Erling heiratete nach 995 Ástríðr Tryggvadóttir, die Tochter von Tryggve Olafsson und Ástríðr Eiríksdóttir, und wurde somit zum Schwager von Olav Tryggvasson.

## Sein Tod
Erlingr wurde in der Schlacht im Boknfjord gegen Olav II. getötet. Snorri Sturluson erzählt, dass am Ende der Schlacht Erlingr der einzige seines Heeres war, der noch stehen konnte. Angesichts Erlings Kampfeinsatzes bot Olav ihm an, dass er in seine Dienste treten könne. Erlingr willigte ein. In diesem Moment sprang Áslákr fitjaskalli, ein Vertrauter Olavs vor und erschlug Erlingr mit seiner Axt. Olav soll daraufhin gesagt haben: „Nun hast du mir Norwegen aus der Hand gehauen.“ Damit deutete er an, dass Erlings Unterstützung sehr wichtig war, und dass dieser Mord ihn den Thron kosten werde.

## Gedenkstein
Ein Priester namens Álfgeirr errichtete im Gedenken an Erlingr Skjálgsson ein Steinkreuz. Auf dem steht:
ALFKAIR BRISTR RAISTI STAIN ÞINA AFT ARLIK TROTIN SIN IS AIN UAS UR ARNI UILTR IS HAN BARIÞISK UIÞ OLAIF.
Álfgeirr, Priester, errichtete diesen Stein für Erlingr, seinen Herr, der von den Seinen verlassen und verraten wurde, als er mit Olav kämpfte.
Dieses Kreuz gilt als einer der ältesten historischen Monumente Norwegens und stand im Mittelalter in Stavanger am Breiavatnet, einem kleinen See, an der Einfahrtsstraße von Jæren. Heute steht das Original im Stavanger Museum. Eine Kopie steht in Solakrossen auf einem Hügel hinter dem „Kulturhaus Sola“.
| Personendaten    | Personendaten                  |
| ---------------- | ------------------------------ |
| NAME             | Erlingr Skjálgsson             |
| ALTERNATIVNAMEN  | Erling Skjalgsson (norwegisch) |
| KURZBESCHREIBUNG | norwegischer Herrscher         |
| GEBURTSDATUM     | um 975                         |
| STERBEDATUM      | 21. Dezember 1028              |
| STERBEORT        | Bokn, südwestliches Norwegen   |